# Kätlin Piirimäe
Kätlin Piirimäe (* 8. November 1995) ist eine estnische Kugelstoßerin, die auch im Hammerwurf und Diskuswurf an den Start geht.

## Sportliche Laufbahn
Erste internationale Erfahrung sammelte Kätlin Piirimäe bei den Jugendweltmeisterschaften 2011 in Lille, bei denen sie mit 12,39 m in der Qualifikation ausschied, wie auch bei den Juniorenweltmeisterschaften 2012 in Barcelona. Bei den 2013 ausgetragenen Junioreneuropameisterschaften in Rieti gewann sie die Bronzemedaille mit 16,80 m. Zudem belegte sie Platz sieben bei der Team-Europameisterschaft. Bei den Juniorenweltmeisterschaften 2014 belegte sie im Finale den zehnten Platz. Zudem qualifizierte sie sich für die Europameisterschaften in Zürich, bei denen sie aber in der Qualifikation mit 15,66 Metern ausschied.
Bei den U23-Europameisterschaften 2015 in Tallinn wurde sie Achte. Bei den Europameisterschaften 2016 in Amsterdam schied sie mit 15,85 m bereits in der Qualifikation aus. 2017 qualifizierte sie sich für die Halleneuropameisterschaften in Belgrad, schied dort aber erneut in der Qualifikation aus. Beim Europäischen Winterwerfercup in Spanien trat sie erstmals international auch im Diskuswurf an und wurde damit in der U23-Wertung 13. Bei den U23-Europameisterschaften im polnischen Bydgoszcz belegte sie mit 16,07 m erneut den achten Platz im Finale.
Bisher wurde sie jeweils viermalige estnische Meisterin und Hallenmeisterin.

## Bestleistungen
- Kugelstoßen: 16,80 m, 20. Juli 2013 in Rieti
  - Halle: 16,77 m, 27. Februar 2016 in Tallinn
- Diskuswurf: 46,80 m, 23. Juli 2017 in Tallinn
- Hammerwurf: 48,58 m, 6. Juli 2017 in Rakvere